# 第16回スーパーボウル
第16回スーパーボウル（だい16かいスーパーボウル、Super Bowl XVI）は1982年1月24日にミシガン州ポンティアックのポンティアック・シルバードームで行われた。NFCチャンピオンであるサンフランシスコ・49ERSとAFCチャンピオンであるシンシナティ・ベンガルズの対戦。49ERSがベンガルズを26-21で破って、初のスーパーボウル制覇を果たした。MVPは49ERSのクォーターバックであるジョー・モンタナが受賞した。
この試合は寒冷地域で行われた最初のスーパーボウルとなった。
テレビ中継はCBSが担当した。

## 背景

### サンフランシスコ・フォーティナイナーズ
フォーティナイナーズは13勝3敗でレギュラーシーズンを終えた。前年の1980年、6勝10敗、2年前の1979年に2勝14敗に終わったチームのスーパーボウル出場は多くのものを驚かせた。1981年の開幕当初はブラックアウトが行われるほどであった。チームが躍進した大きな要因は3年目のQBジョー・モンタナにあった。彼はパス488回中311回成功（パス成功率63.7%）、3,565ヤードを獲得、19TDをあげた。主なパスターゲットは85回のレシーブで1,104ヤード、4TDをあげたドワイト・クラークと59回のレシーブで969ヤード、8TDをあげたフレディー・ソロモンであった。TEチャール・ヤングは37回のレシーブで400ヤード、5TDをあげた。RBリッキー・パットンは、チームトップの543ヤードを走り、4TD、27回のレシーブで195ヤードを獲得、アール・クーパーは330ヤードを走ったほか、51回のレシーブで477ヤードを獲得した。これらオフェンス陣の活躍の影には、ダン・オーディック、ジョン・エイアース、フレッド・クイラン、ランディ・クロス、キース・ファーンホーストの存在があった。
ディフェンスではディフェンスバックに3人の新人が加入し先発の座を獲得した。ロニー・ロットは7インターセプトをあげてNFLシーズンタイ記録となる3リターンTDをあげた。カールトン・ウィリアムソンが4インターセプト、エリック・ライトが3インターセプトをあげた。また3年目のベテランドワイト・ヒックスはチームトップの9インターセプトで239ヤードをリターン、1TDをあげた。またベテランDEフレッド・ディーン、LBジャック・レイノルズの加入は相手のラン攻撃を良く止めた。ディーンはシーズン中にサンディエゴ・チャージャーズからトレードで加入したにも係わらず、12サックをあげた。

### シンシナティ・ベンガルズ
ベンガルズはAFCトップの12勝4敗でシーズンを終えた。ベンガルズのスーパーボウル出場もナイナーズと同様に多くのものを驚かせた。ベンガルズは前年に6勝10敗に終わっており、それまでにプレーオフ未勝利であった。
QBケン・アンダーソンは、パス479回中300回成功（パス成功率62.6%）で3,754ヤード、29TD、10INTの成績で最優秀選手、カムバック賞に選ばれた。アンダーソンはランでも活躍し、その年NFLのQBトップの320ヤードを走り、1TDをあげた。主なディープスリートは、新人WRのクリス・コリンズワースであり、67回のレシーブで1,009ヤード、8TDをあげた。TEダン・ロスは71回のレシーブで910ヤード、5TD、WRアイザック・カーティス、スティーブ・クライダーはそれぞれ37回のレシーブを記録して、合計1,129ヤード、9TDをあげた。FBピート・ジョンソンがチームのリーディングラッシャーであり、1,077ヤードを走り12TDをあげた。ジョンソンはレシーバーとしても優れており、46回のレシーブで320ヤードを獲得、4TDをあげた。HBチャールズ・アレキサンダーは28回のレシーブなどで554ヤードを獲得した。これらオフェンスは、Gマックス・モントーヤや、後にプロフットボール殿堂入りを果たすTアンソニー・ムニョスが支えた。パンターのパット・マキナリーは平均45.4ヤードでプロボウルに選ばれた。
ディフェンスも優秀で、レギュラーシーズン、プレーオフのいずれの試合でも相手に30得点は許さなかった。ディフェンスラインの中心は、ロス・ブラウナーとエディ・エドワーズであり、ランストップで活躍した。ディフェンスバックではルイス・ブリーデンとケン・ライリー、LB陣ではボー・ハリス、ジム・ルクレア、レジー・ウィリアムズが中心選手であり、ウィリアムズは4インターセプト、3ファンブルリカバーをあげた。

### プレーオフ
ベンガルズは、バッファロー・ビルズを28-21、サンディエゴ・チャージャーズを27-7で破りスーパーボウルに出場した。チャージャーズとのAFCチャンピオンシップゲームは地元リバーフロント・スタジアムで華氏氷点下59度の極寒の中で行われた。この試合は、フリーザーボウルと呼ばれている。
ナイナーズはニューヨーク・ジャイアンツを38-24で破った後、NFCチャンピオンシップゲームで28-27と1点差でダラス・カウボーイズを下した。試合終盤にモンタナからドワイト・クラークへ決まったTDパスはザ・キャッチとして知られている。残り時間は51秒残っており、ダラスのQBダニー・ホワイトがドリュー・ピアソンにロングパスを決めたが、エリック・ライトがホースカラータックルで阻止（当時は反則ではなかった。）、次のプレーでローレンス・ピラーズがホワイトをサックしてファンブルを誘い、ジム・スタッキーがボールをリカバーして勝敗が決した。

## 試合経過
| \| 開始 \| 開始 \| 開始 \| ボール保持 \| ドライブ \| ドライブ \| TOP \| 結果 \| 得点内容 \| 得点内容 \| 得点内容 \| 得点 \| 得点 \| \| Q \| 時間 \| 地点 \| ボール保持 \| P \| yd \| TOP \| 結果 \| yd \| 得点者 \| PAT \| 49ers \| ベンガルズ \| \| ------------------------------------------------------------------------------------------------------------------------------- \| ------------------------------------------------------------------------------------------------------------------------------- \| ------------------------------------------------------------------------------------------------------------------------------- \| ------------------------------------------------------------------------------------------------------------------------------- \| ------------------------------------------------------------------------------------------------------------------------------- \| ------------------------------------------------------------------------------------------------------------------------------- \| ------------------------------------------------------------------------------------------------------------------------------- \| ------------------------------------------------------------------------------------------------------------------------------- \| ------------------------------------------------------------------------------------------------------------------------------- \| ------------------------------------------------------------------------------------------------------------------------------- \| ------------------------------------------------------------------------------------------------------------------------------- \| ----- \| ---------- \| \| 1 \| 15:00 \| \| 49ERS \| \| \| 0:14 \| ファンブルロスト \| — \| — \| — \| — \| — \| \| 1 \| 14:46 \| 敵陣26 \| ベンガルズ \| 6 \| 15 \| 2:54 \| インターセプト \| — \| — \| — \| — \| — \| \| 1 \| 11:50 \| 自陣32 \| 49ERS \| 11 \| 68 \| 5:58 \| タッチダウン（ラン） \| 1 \| モンタナ \| キック成功 \| 7 \| 0 \| \| 1 \| 5:52 \| 自陣19 \| ベンガルズ \| 9 \| 18 \| 4:51 \| パント \| — \| — \| — \| — \| — \| \| 1-2 \| 1:01 \| 自陣10 \| 49ERS \| 3 \| 2 \| 1:11 \| パント \| — \| — \| — \| — \| — \| \| 2 \| 14:50 \| 自陣49 \| ベンガルズ \| 4 \| 24 \| 2:28 \| ファンブルロスト \| — \| — \| — \| — \| — \| \| 2 \| 12:22 \| 自陣8 \| 49ERS \| 12 \| 92 \| 5:29 \| タッチダウン（パス） \| 11 \| モンタナ→Cooper \| キック成功 \| 14 \| 0 \| \| 2 \| 6:53 \| 自陣2 \| ベンガルズ \| 5 \| 23 \| 2:42 \| パント \| — \| — \| — \| — \| — \| \| 2 \| 4:11 \| 自陣34 \| 49ERS \| 12 \| 61 \| 3:56 \| フィールドゴール成功 \| 22 \| Wersching \| — \| 17 \| 0 \| \| 2 \| 0:15 \| \| ベンガルズ \| \| \| 0:15 \| ファンブルロスト \| — \| — \| — \| — \| — \| \| 2 \| 0:05 \| 敵陣4 \| 49ERS \| 1 \| -5 \| 0:03 \| フィールドゴール成功 \| 26 \| Wersching \| — \| 20 \| 0 \| \| 2 \| 0:02 \| \| ベンガルズ \| \| \| 0:02 \| 前半終了 \| — \| — \| — \| — \| — \| \| 前半終了 \| \| \| \| \| \| \| \| \| \| \| \| \| \| 3 \| 15:00 \| 自陣17 \| ベンガルズ \| 9 \| 83 \| 3:35 \| タッチダウン（ラン） \| 5 \| Anderson \| キック成功 \| 20 \| 7 \| \| 3 \| 11:25 \| 自陣20 \| 49ERS \| 3 \| -5 \| 1:50 \| パント \| — \| — \| — \| — \| — \| \| 3 \| 9:35 \| 敵陣49 \| ベンガルズ \| 3 \| 3 \| 1:01 \| パント \| — \| — \| — \| — \| — \| \| 3 \| 8:34 \| 自陣15 \| 49ERS \| 3 \| 2 \| 1:41 \| パント \| — \| — \| — \| — \| — \| \| 3 \| 6:53 \| 50 \| ベンガルズ \| 11 \| 49 \| 5:36 \| 第4ダウン失敗 \| — \| — \| — \| — \| — \| \| 3-4 \| 1:17 \| 自陣1 \| 49ERS \| 3 \| 8 \| 2:19 \| パント \| — \| — \| — \| — \| — \| \| 4 \| 13:58 \| 自陣47 \| ベンガルズ \| 7 \| 53 \| 3:52 \| タッチダウン（パス） \| 4 \| Anderson→Ross \| キック成功 \| 20 \| 14 \| \| 4 \| 10:06 \| 自陣27 \| 49ERS \| 9 \| 50 \| 4:41 \| フィールドゴール成功 \| 40 \| Wersching \| — \| 23 \| 14 \| \| 4 \| 5:25 \| 自陣22 \| ベンガルズ \| 1 \| \| 0:28 \| インターセプト \| — \| — \| — \| — \| — \| \| 4 \| 10:06 \| 自陣27 \| 49ERS \| 6 \| 16 \| 3:00 \| フィールドゴール成功 \| 23 \| Wersching \| — \| 26 \| 14 \| \| 4 \| 1:57 \| 自陣26 \| ベンガルズ \| 6 \| 74 \| 1:41 \| タッチダウン（パス） \| 3 \| Anderson→Ross \| キック成功 \| 26 \| 21 \| \| 4 \| 0:16 \| 自陣48 \| 49ERS \| 1 \| -4 \| 0:16 \| 試合終了 \| — \| — \| — \| — \| — \| \| P=プレー数、TOP=タイム・オブ・ポゼッション、PAT=ポイント・アフター・タッチダウン。 アメリカンフットボールの用語集 (en) も参照。 \| P=プレー数、TOP=タイム・オブ・ポゼッション、PAT=ポイント・アフター・タッチダウン。 アメリカンフットボールの用語集 (en) も参照。 \| P=プレー数、TOP=タイム・オブ・ポゼッション、PAT=ポイント・アフター・タッチダウン。 アメリカンフットボールの用語集 (en) も参照。 \| P=プレー数、TOP=タイム・オブ・ポゼッション、PAT=ポイント・アフター・タッチダウン。 アメリカンフットボールの用語集 (en) も参照。 \| P=プレー数、TOP=タイム・オブ・ポゼッション、PAT=ポイント・アフター・タッチダウン。 アメリカンフットボールの用語集 (en) も参照。 \| P=プレー数、TOP=タイム・オブ・ポゼッション、PAT=ポイント・アフター・タッチダウン。 アメリカンフットボールの用語集 (en) も参照。 \| P=プレー数、TOP=タイム・オブ・ポゼッション、PAT=ポイント・アフター・タッチダウン。 アメリカンフットボールの用語集 (en) も参照。 \| P=プレー数、TOP=タイム・オブ・ポゼッション、PAT=ポイント・アフター・タッチダウン。 アメリカンフットボールの用語集 (en) も参照。 \| P=プレー数、TOP=タイム・オブ・ポゼッション、PAT=ポイント・アフター・タッチダウン。 アメリカンフットボールの用語集 (en) も参照。 \| P=プレー数、TOP=タイム・オブ・ポゼッション、PAT=ポイント・アフター・タッチダウン。 アメリカンフットボールの用語集 (en) も参照。 \| P=プレー数、TOP=タイム・オブ・ポゼッション、PAT=ポイント・アフター・タッチダウン。 アメリカンフットボールの用語集 (en) も参照。 \| 26 \| 21 \| | | | | | | | | | | |       |            |
| 開始 | 開始 | 開始 | ボール保持 | ドライブ | ドライブ | TOP | 結果 | 得点内容 | 得点内容 | 得点内容 | 得点  | 得点       |
| Q | 時間 | 地点 | ボール保持 | P | yd | TOP | 結果 | yd | 得点者 | PAT | 49ers | ベンガルズ |
| 1 | 15:00 | | 49ERS | | | 0:14 | ファンブルロスト | — | — | — | —     | —          |
| 1 | 14:46 | 敵陣26 | ベンガルズ | 6 | 15 | 2:54 | インターセプト | — | — | — | —     | —          |
| 1 | 11:50 | 自陣32 | 49ERS | 11 | 68 | 5:58 | タッチダウン（ラン） | 1 | モンタナ | キック成功 | 7     | 0          |
| 1 | 5:52 | 自陣19 | ベンガルズ | 9 | 18 | 4:51 | パント | — | — | — | —     | —          |
| 1-2 | 1:01 | 自陣10 | 49ERS | 3 | 2 | 1:11 | パント | — | — | — | —     | —          |
| 2 | 14:50 | 自陣49 | ベンガルズ | 4 | 24 | 2:28 | ファンブルロスト | — | — | — | —     | —          |
| 2 | 12:22 | 自陣8 | 49ERS | 12 | 92 | 5:29 | タッチダウン（パス） | 11 | モンタナ→Cooper | キック成功 | 14    | 0          |
| 2 | 6:53 | 自陣2 | ベンガルズ | 5 | 23 | 2:42 | パント | — | — | — | —     | —          |
| 2 | 4:11 | 自陣34 | 49ERS | 12 | 61 | 3:56 | フィールドゴール成功 | 22 | Wersching | — | 17    | 0          |
| 2 | 0:15 | | ベンガルズ | | | 0:15 | ファンブルロスト | — | — | — | —     | —          |
| 2 | 0:05 | 敵陣4 | 49ERS | 1 | -5 | 0:03 | フィールドゴール成功 | 26 | Wersching | — | 20    | 0          |
| 2 | 0:02 | | ベンガルズ | | | 0:02 | 前半終了 | — | — | — | —     | —          |
| 前半終了 | | | | | | | | | | |       |            |
| 3 | 15:00 | 自陣17 | ベンガルズ | 9 | 83 | 3:35 | タッチダウン（ラン） | 5 | Anderson | キック成功 | 20    | 7          |
| 3 | 11:25 | 自陣20 | 49ERS | 3 | -5 | 1:50 | パント | — | — | — | —     | —          |
| 3 | 9:35 | 敵陣49 | ベンガルズ | 3 | 3 | 1:01 | パント | — | — | — | —     | —          |
| 3 | 8:34 | 自陣15 | 49ERS | 3 | 2 | 1:41 | パント | — | — | — | —     | —          |
| 3 | 6:53 | 50 | ベンガルズ | 11 | 49 | 5:36 | 第4ダウン失敗 | — | — | — | —     | —          |
| 3-4 | 1:17 | 自陣1 | 49ERS | 3 | 8 | 2:19 | パント | — | — | — | —     | —          |
| 4 | 13:58 | 自陣47 | ベンガルズ | 7 | 53 | 3:52 | タッチダウン（パス） | 4 | Anderson→Ross | キック成功 | 20    | 14         |
| 4 | 10:06 | 自陣27 | 49ERS | 9 | 50 | 4:41 | フィールドゴール成功 | 40 | Wersching | — | 23    | 14         |
| 4 | 5:25 | 自陣22 | ベンガルズ | 1 | | 0:28 | インターセプト | — | — | — | —     | —          |
| 4 | 10:06 | 自陣27 | 49ERS | 6 | 16 | 3:00 | フィールドゴール成功 | 23 | Wersching | — | 26    | 14         |
| 4 | 1:57 | 自陣26 | ベンガルズ | 6 | 74 | 1:41 | タッチダウン（パス） | 3 | Anderson→Ross | キック成功 | 26    | 21         |
| 4 | 0:16 | 自陣48 | 49ERS | 1 | -4 | 0:16 | 試合終了 | — | — | — | —     | —          |
| P=プレー数、TOP=タイム・オブ・ポゼッション、PAT=ポイント・アフター・タッチダウン。 アメリカンフットボールの用語集 (en) も参照。 | P=プレー数、TOP=タイム・オブ・ポゼッション、PAT=ポイント・アフター・タッチダウン。 アメリカンフットボールの用語集 (en) も参照。 | P=プレー数、TOP=タイム・オブ・ポゼッション、PAT=ポイント・アフター・タッチダウン。 アメリカンフットボールの用語集 (en) も参照。 | P=プレー数、TOP=タイム・オブ・ポゼッション、PAT=ポイント・アフター・タッチダウン。 アメリカンフットボールの用語集 (en) も参照。 | P=プレー数、TOP=タイム・オブ・ポゼッション、PAT=ポイント・アフター・タッチダウン。 アメリカンフットボールの用語集 (en) も参照。 | P=プレー数、TOP=タイム・オブ・ポゼッション、PAT=ポイント・アフター・タッチダウン。 アメリカンフットボールの用語集 (en) も参照。 | P=プレー数、TOP=タイム・オブ・ポゼッション、PAT=ポイント・アフター・タッチダウン。 アメリカンフットボールの用語集 (en) も参照。 | P=プレー数、TOP=タイム・オブ・ポゼッション、PAT=ポイント・アフター・タッチダウン。 アメリカンフットボールの用語集 (en) も参照。 | P=プレー数、TOP=タイム・オブ・ポゼッション、PAT=ポイント・アフター・タッチダウン。 アメリカンフットボールの用語集 (en) も参照。 | P=プレー数、TOP=タイム・オブ・ポゼッション、PAT=ポイント・アフター・タッチダウン。 アメリカンフットボールの用語集 (en) も参照。 | P=プレー数、TOP=タイム・オブ・ポゼッション、PAT=ポイント・アフター・タッチダウン。 アメリカンフットボールの用語集 (en) も参照。 | 26    | 21         |

第1Q、キックオフリターンでナイナーズのエイモス・ローレンスがベンガルズのガイ・フレイジャーにヒットされ自陣26ヤード地点でボールをファンブル、ベンガルズのジョン・シモンズがこれをリカバーした（オープニングキックオフでファンブルによるターンオーバーがあったのはスーパーボウル史上初めてであった。）。ベンガルズは、WRアイザック・カーティスへの8ヤードのパス、TEダン・ロスへの11ヤードのパス、RBピート・ジョンソンの2ヤードのランで敵陣5ヤード地点まで前進した。しかし、ケン・アンダーソンの第1ダウンでのパスは不成功、第2ダウンにアンダーソンをジム・スタッキーがサックして6ヤードロスさせた。第3ダウンロングで、アンダーソンはエンドゾーン内のカーティスを狙ってパスを投げたが、これをドワイト・ヒックスが自陣5ヤード地点でインターセプト、自陣32ヤード地点までの27ヤードをリターンした。
ナイナーズのQBジョー・モンタナは、そこから3本パスを連続で成功し、敵陣47ヤード地点までボールを前進させた。その後、フレディー・ソロモンもからんだリバースフェイクのフリーフリッカーで、チャール・ヤングへの14ヤードのパスが決まった。その後3回のランプレーとモンタナからソロモンへの14ヤードのパスで1ヤード地点まで前進すると、最後はモンタナが自ら1ヤードを走り、7-0と先制した。
第2Q、ベンガルズは敵陣30ヤード以内まで前進し、クリス・コリンズワースがアンダーソンからの19ヤードのパスを5ヤード地点で受けたが、エリック・ライトのタックルでボールをファンブルした。続くナイナーズの攻撃は、FBアール・クーパーへの10ヤードのTDパスでしめくくられ、スーパーボウル記録となる92ヤードのTDドライブにより、14-0となった。
ナイナーズは、さらにドワイト・クラークへの17ヤードのパスで敵陣49ヤード地点に進入、RBリッキー・パットンの2度のラン、クラーク、ソロモンへのパスで敵陣5ヤードまで前進、続く2プレーでモンタナはパスを2本連続で失敗、レイ・ワーシングが22ヤードのFGを成功し、17-0となった。
前半残り15秒、ワーシングのスクイブキックをベンガルズのRBアーチー・グリフィンがキャッチに失敗し、ナイナーズの選手がベンガルズ陣4ヤード地点でリカバーした。フォルススタートの反則により、TDは奪えなかったものの、ワーシングが26ヤードのFGを成功させて、ナイナーズが20-0とリードして前半は終了した。
後半最初の攻撃でベンガルズは9プレーで83ヤードを前進し、アンダーソンの5ヤードのTDランで20-7と点差を縮めた。第3Qにベンガルズのディフェンスはナイナーズを8プレーで4ヤード獲得と完璧に抑えた。第3Q終盤、ベンガルズは、マイク・フラーの17ヤードのパントリターンでフィールド中央で攻撃権を獲得したが、2度の反則とQBサックでの4ヤードのロスで自陣37ヤード地点まで下げられた。しかし、第3ダウンにコリンズワースへの49ヤードのパスが成功し、敵陣14ヤードまで前進、さらに第4ダウンギャンブルでのピート・ジョンソンのランが成功し、敵陣3ヤード地点まで前進した。このプレーでは風邪をひいていたキーナ・ターナーのミスで、ナイナーズは10人でプレーした。
続く第1ダウンのプレーで、ジョンソンのランで2ヤードを獲得、ベンガルズはTDまで1ヤードに迫った。ここでナイナーズのディフェンスが踏ん張りを見せた。第2ダウンのジョンソンのランは、ジャック・レイノルズが止めてノーゲイン、第3ダウン、アンダーソンはジョンソンへのランフェイクを行った後、RBチャーリー・アレキサンダーへのスイングパスを投げたが、デイブ・バンズがアレキサンダーをオープンフィールドで止めた。第4ダウンでベンガルズはFGを狙わず、ジョンソンに中央をつかせたが、ジョンソンの前進は、バンズとレイノルズ、ロニー・ロットによって止められ、ギャンブルは失敗に終わった。
第4Q、ナイナーズの最初の攻撃は8ヤードの前進に終わり、ジム・ミラーのパントの結果、ベンガルズは自陣47ヤード地点からの攻撃権を得た。7プレーで53ヤードを前進、ダン・ロスへの4ヤードのTDパスで、試合時間残り10分06秒で20-14と6点差になった。
続くナイナーズの攻撃でモンタナは9プレーで50ヤードを前進、マーク・ウィルソンへの22ヤードのパスや、7回連続のランプレーで4分41秒時間を費やした。ウィルソンへのパスは、ビル・ウォルシュヘッドコーチがスーパーボウル用に用意したプレーであった。ワーシングの40ヤードのFGで残り時間5分で23-14となった。
キックオフ直後、ベンガルズの最初のプレーでエリック・ライトがアンダーソンのパスをインターセプトして25ヤードリターンした。ライトは、ベンガルズのGマックス・モントーヤのタックルでファンブルしたが、ボールはナイナーズLBウィリー・ハーパーが敵陣22ヤード地点でリカバーした。
ナイナーズはランプレーを5回連続行い、絵分の時間を消費しつつ、敵陣6ヤードまで前進、第2回スーパーボウルでのドン・チャンドラーの記録に並ぶワーシングがこの日4本目のFGを決めて、26-14となった。
ベンガルズはその後、アンダーソンが6連続でパスを成功させ、試合時間残り20秒を切ったところで、ダン・ロスへの3ヤードのTDパスにより、5点差まで詰め寄ったが、直後のオンサイドキックは失敗し、ナイナーズが26-21で勝利した。
この試合ではナイナーズが2TD、ベンガルズが3TDをあげており、敗戦チームのあげたTD数の方が多い唯一のスーパーボウルとなっている。
モンタナは、パス22回中14回成功で157ヤード、1TD、ランで18ヤード、1TDをあげた。エリック・ライトは1インターセプト、1ファンブルフォースを記録した。
アンダーソンは、パス34回中25回成功、300ヤードを獲得、2TDをあげたが、2INTも喫した。アンダーソンのパス成功25回、パス成功率73.5%はともにスーパーボウル記録となった。クリス・コリンズワースは5回のレシーブで107ヤード（平均21.4ヤード）を獲得、ダン・ロスも100ヤード以上をレシーブであげ、第13回スーパーボウルのジョン・ストールワース、リン・スワン以来2組目の100ヤードレシーブをあげたチームメートとなった。フラーは、4回のパントリターンで35ヤードをリターン、ダン・ロスはスーパーボウル記録となる11回のレシーブで104ヤード、2TDをあげた（後にジェリー・ライス、ディオン・ブランチ、ウェス・ウェルカーもスーパーボウルで11レシーブをあげた。）。

## テレビ中継とセレモニー
全米ではCBSが中継し、パット・サマロールが実況を、ジョン・マッデンが解説を務めた。マッデンがスーパーボウルの解説を行うのはこれが初めてであった。
テレビ中継は全米で8500万人以上が視聴し、ニールセンによる視聴率は49.1%（占有率73%）であった。
ゲーム開始前のフェスティバルではミシガン大学のバンドが登場した。アメリカ国歌は、ダイアナ・ロスが歌った。コイントスは、プロフットボール殿堂入りQBのボビー・レーンが行った。
ハーフタイムショーには、アップウィズピープルが出演した。

## スターティングラインアップ
| サンフランシスコ・49ers                       | ポジション | シンシナティ・ベンガルズ                     |
| --------------------------------------------- | ---------- | -------------------------------------------- |
| オフェンス                                    |            |                                              |
| フレディー・ソロモン Freddie Solomon          | WR         | アイザック・カーティス Isaac Curtis          |
| ダン・オーディック Dan Audick                 | LT         | アンソニー・ムニョス Anthony Munoz           |
| ジョン・エイアース John Ayers                 | LG         | デイブ・ラプハム Dave Lapham                 |
| フレッド・クイラン Fred Quillan               | C          | ブレア・ブッシュ Blair Bush                  |
| ランディ・クロス Randy Cross                  | RG         | マックス・モントーヤ Max Montoya             |
| キース・ファーンホースト Keith Fahnhorst      | RT         | マイク・ウィルソン Mike Wilson               |
| チャール・ヤング Charle Young                 | TE         | ダン・ロス Dan Ross                          |
| ドワイト・クラーク Dwight Clark               | WR         | クリス・コリンズワース Cris Collinsworth     |
| ジョー・モンタナ Joe Montana                  | QB         | ケン・アンダーソン Ken Anderson              |
| アール・クーパー Earl Cooper                  | FB         | ピート・ジョンソン Pete Johnson              |
| リッキー・パットン Ricky Patton               | RB         | チャールズ・アレキサンダー Charles Alexander |
| ディフェンス                                  |            |                                              |
| ドウェイン・ボード Dwaine Board               | LE         | エディ・エドワーズ Eddie Edwards             |
| ジム・スタッキー Jim Stuckey                  | LDT-NT     | ウィルソン・ホイットリー Wilson Whitley      |
| アーチー・リース Archie Reese                 | RDT-RE     | ロス・ブラウナー Ross Browner                |
| フレッド・ディーン Fred Dean                  | RE-LOLB    | ボー・ハリス Bo Harris                       |
| ボビー・レオポルド Bobby Leopold              | LOLB-LILB  | グレン・キャメロン Glenn Cameron             |
| ジャック・レイノルズ Jack Reynolds            | MLB-RILB   | ジム・ルクレア Jim LeClair                   |
| キーナ・ターナー Keena Turner                 | ROLB       | レジー・ウィリアムズ Reggie Williams         |
| ロニー・ロット Ronnie Lott                    | LCB        | ルイス・ブリーデン Louis Breeden             |
| エリック・ライト Eric Wright                  | RCB        | ケン・ライリー Ken Riley                     |
| カールトン・ウィリアムソン Carlton Williamson | SS         | ボビー・ケンプ Bobby Kemp                    |
| ドワイト・ヒックス Dwight Hicks               | FS         | ブライアン・ヒックス Bryan Hicks             |
| スペシャルチーム                              |            |                                              |
| レイ・ワーシング Ray Wersching                | K          | ジム・ブリーチ Jim Breech                    |
| ジム・ミラー Jim Miller                       | P          | パット・マキナリー Pat McInally              |
| ヘッドコーチ                                  |            |                                              |
| ビル・ウォルシュ Bill Walsh                   |            | フォレスト・グレッグ Forrest Gregg           |